# SHIMA UTA -Grandes Exitos-
『SHIMA UTA -Grandes Éxitos-』（シマウタ・グランデス・エキストス）は、日本の音楽グループであるTHE BOOMが2002年9月18日に発表した中南米向けのベスト・アルバム。発売元はソニー・ミュージックエンタテインメント。

## 解説
アルバム自体は中南米のスペイン語圏（特にアルゼンチンやペルーなど）向に発売されたもの。
2001年、THE BOOM「島唄」がアルゼンチンで日本語のままカバーされ大ヒット。2002年の日韓ワールドカップで、その「島唄」がアルゼンチン代表の応援歌に選ばれたことで日本でも「島唄」は再び注目され、かつて発表された2種類のヴァージョン、新たに録音されたもの、アルゼンチンでヒットした「島唄」をまとめたシングルが10万枚を越えるヒットとなった。
このことからTHE BOOMの中南米向けのベスト・アルバム制作が企画され、選曲はTHE BOOMのボーカルである宮沢和史が担当した。
歌詞カードは日本語で記されている。ただし、スペイン語で各曲の解説も掲載されている。日本発売盤には別紙で日本語解説が封入。

## 収録曲
1. TIMBAL YELÉ
2. berangkat－ブランカ－
3. 島唄（オリジナル・ヴァージョン）
4. Human Rush
5. YOU'RE MY SUNSHINE
6. 風になりたい
7. TOKYO LOVE
8. 砂の岬 Ponta de Aréia
9. Far East Samba
10. 帰ろうかな
11. 手紙
12. TROPICALISM
13. いいあんべえ （The Boombay mix）